# Медведєв Григорій Устинович
Григорій Устинович Медведєв (13 грудня 1933, Одеса, Українська РСР, СРСР — 27 червня 2016, Московська область, Росія) — радянський та російський письменник та публіцист, відомий книгами на тему ядерної енергетики .

## Біографія
Григорій Устинович Медведєв народився 13 грудня 1933 року в Одесі . Батько — Устин Григорович, родом із селян-бондарів села Інгуло-Кам'янки Кіровоградської області, учасник радянсько-фінської та німецько-радянської воєн, капітан 2-го рангу . Під час війни займався підвозом снарядів катерами до лінії фронту. Мати — Злата Наумівна, народилася в сім'ї вчителя з Одеської області, була директором хлібозаводу. Батьків Злати було розстріляно під час війни німцями в таборі під Одесою. Під час війни Григорій під бомбардуванням був евакуйований з матір'ю до Узбекистану, в місто Чуст, де 1942 року народився другий брат Роман, який згодом став хірургом.
Після евакуації жили в Молдавії, потім у Петрозаводську, де Григорій закінчив школу. У школі займався авіамоделізмом, а також спортивною гімнастикою, за якою згодом отримав 1-й розряд.
Закінчив Ленінградський політехнічний інститут імені М. І. Калініна . Під час навчання в інституті створив команду академічного веслування. Починав роботу на заводі в Коломні, потім переїхав на Кольський півострів, де займався ремонтом атомних підводних човнів . Потім працював на дослідній реакторній установці ВК-50 . Брав участь у будівництві Чорнобильської АЕС .
У 1975 році перейшов на роботу в НДІ « Гідропроєкт» м. Москви. Паралельно почав публікувати оповідання та повісті на тематику ядерної енергетики, в яких задовго до аварії на ЧАЕС попереджав про можливі важкі наслідки у разі катастрофи в цій галузі.
За твердженням Анатолія Дятлова, "Г. Медведєв жодного дня не працював на атомних станціях, що експлуатуються. Працював він у місті Мелекесі у 1964—1972 роках на ВК-50, але це дослідний реактор, а не атомна станція. На Чорнобильській АЕС він був у 1972—1974 роках, коли до введення в експлуатацію було ще далеко. <…> Навіть кабінетно з експлуатацією АЕС [Медведєв] не пов'язаний, займався постачанням обладнання на станції. "
Медведєв брав участь у ліквідації наслідків катастрофи на 4-му енергоблоці Чорнобильської АЕС, був опромінений, сім місяців пролежав у лікарні. Після аварії на Чорнобильській АЕС написав книгу «Чорнобильський зошит», яка була перекладена багатьма мовами світу.
Член Спілки письменників СРСР. Лауреат премії американської газети "Los Angeles Times" за 1991 рік. Протягом життя мав безліч хобі — карбування, лінгравюра, займався бджільництвом .
Останні 10 років життя тяжко хворів. Страждав від різних ускладнень та онкологічним захворюванням, що розвинулися після Чорнобильської аварії.

## Оцінки «Чорнобильського зошита»
Відгук академіка Андрія Сахарова, «„Чорнобильський зошит“ Г. У. Медведєва — компетентна і безстрашно-правдива розповідь про трагедію, яка сталася понад три роки тому і продовжує хвилювати мільйони людей. Можливо, вперше ми маємо таке повне свідчення з перших рук, вільне від умовчань та відомчої „дипломатії“. Автор — фахівець-атомник, який працював у свій час на Чорнобильській АЕС».
Анатолій Дятлов, що на момент катастрофи працював заступником головного інженера з експлуатації Чорнобильської АЕС, піддав «Чорнобильський зошит» різкій критиці, звинувативши автора в некомпетентності та численних спотвореннях фактичного матеріалу. Розгорнуту критику «Чорнобильського зошита» Дятлов виклав у своїй книзі, присвяченій Чорнобильській аварії. При цьому слід зазначити, що у своїх творах Медведєв прямо критикує Дятлова (як і деяких інших учасників), частково покладаючи провину саме на нього. З того часу минуло багато років і з'явилися додаткові дані, що уточнюють причини Чорнобильської катастрофи, вказані у творах Дятлова, Медведєва та інших авторів.

## Родина
Дружина — Медведєва Віра Михайлівна (нар.1932), вчителька історії. Сини — Павло (нар. 1958), інженер, Юрій (нар. 1974), інженер.

## Книги
- Імпульси: Оповідання. — М.: Молода гвардія, 1986. — 32 с.
- Мить життя: Повісті, оповідання. — М.: Радянський письменник, 1988. — 316 с. — ISBN 5-265-00394-0 .
- Чорнобильська хроніка. — М.: Сучасник, 1989. — 239 с. — ISBN 5-270-01078-X .
- Ядерна засмага: [Повісті]. — М.: Книжкова палата, 1990. — 413 с. — (Популярна бібліотека).

Зміст: Ядерна засмага; Енергоблок; Чорнобильський зошит; Зелений рух та атомна енергетика: Досвід конструктивного підходу. — ISBN 5-7000-0223-X, 100 000 прим.
- Він цивілізації: Оповідання та повість. — М.: Сучасник, 1992. — 252 с. — ISBN 5-270-01458-0 .
- Тунель: Роман. — М.: Еребус, 1997. — 315 с. — ISBN 5-86335-027-X .
- Пращур: Повісті та оповідання. — М.: Еребус, 2003. — 224 с. — ISBN 5-86335-072-5 .